# KkStB 78 sorozat
A kkStB 78 sorozat egy szertartályosgőzmozdony-sorozat volt az osztrák császári és Királyi Osztrák Államvasutaknál (k.k. österreichischen Staatsbahnen, kkStB), amely sorozatból a 98.01-05 kkStB saját beszerzés, a 98.11-12 pályaszámúak pedig Reichenberg-Gablonz-Tannwalder Eisenbahn eredetűek voltak.

## kkStB 78.01-05
A kkStB 1884-ben öt db négycsatlós szertartályos mozdonyt rendelt a Krauss Müncheni gyárától az Arlbergbahn számára. Pontosabban egy pályázat kiírására született a Krauss fejlesztés, melyben az Albergbahn számára tökéletesen megfelelő mozdonyt keresték. A mozdonyok a kkStB régi számozási rendszerében a V II  sorozatba lettek beosztva, majd a 78.01-05 sorozat és pályaszámokat kapták. Az Albergbahnnál azonban mégis a 73 sorozatnál maradtak. A 78 sorozat mozdonyait 1914 előtt selejtezték.

## RGTE 1G, 2G (KkStB 78.10–11)
A Reichenberg-Gablonz-Tannwalder Eisenbahn RGTE megrendelt a Bécsújhelyi Mozdonygyártól a Reichenberg–Gablonz vonalára két db négycsatlós szertartályos mozdonyt, amit 1888-ban szállított a gyár. A vasúttársaságnál a MAFFERSDORF és PROSCHWITZ neveket, továbbá az 1G és 2G pályaszámokat kapták. A mozdonyok külsőre a kkStB 478 sorozatra hasonlítottak, a gépezet és a kazánméretek nagyjából megegyeztek az Österreichischen Nordwestbahn (ÖNWB) XV sorozat mozdonyaiéval.
Az 1902-es államosításkor a kkStB új sorozat és pályaszámokat adott a mozdonyoknak. A 78 sorozat 11 és 12 pályaszámait kapták
Az első világháború után mindkét mozdony a Csehszlovák Államvasutakhoz került ČSD 400.001–002 pályaszámokon és 1933-ban selejtezték őket.

## Fordítás
Ez a szócikk részben vagy egészben  a   kkStB 78 című német Wikipédia-szócikk fordításán alapul.  Az eredeti cikk szerkesztőit annak laptörténete sorolja fel. Ez a jelzés csupán a megfogalmazás eredetét és a szerzői jogokat jelzi, nem szolgál a cikkben szereplő információk forrásmegjelöléseként.